# Vadodara

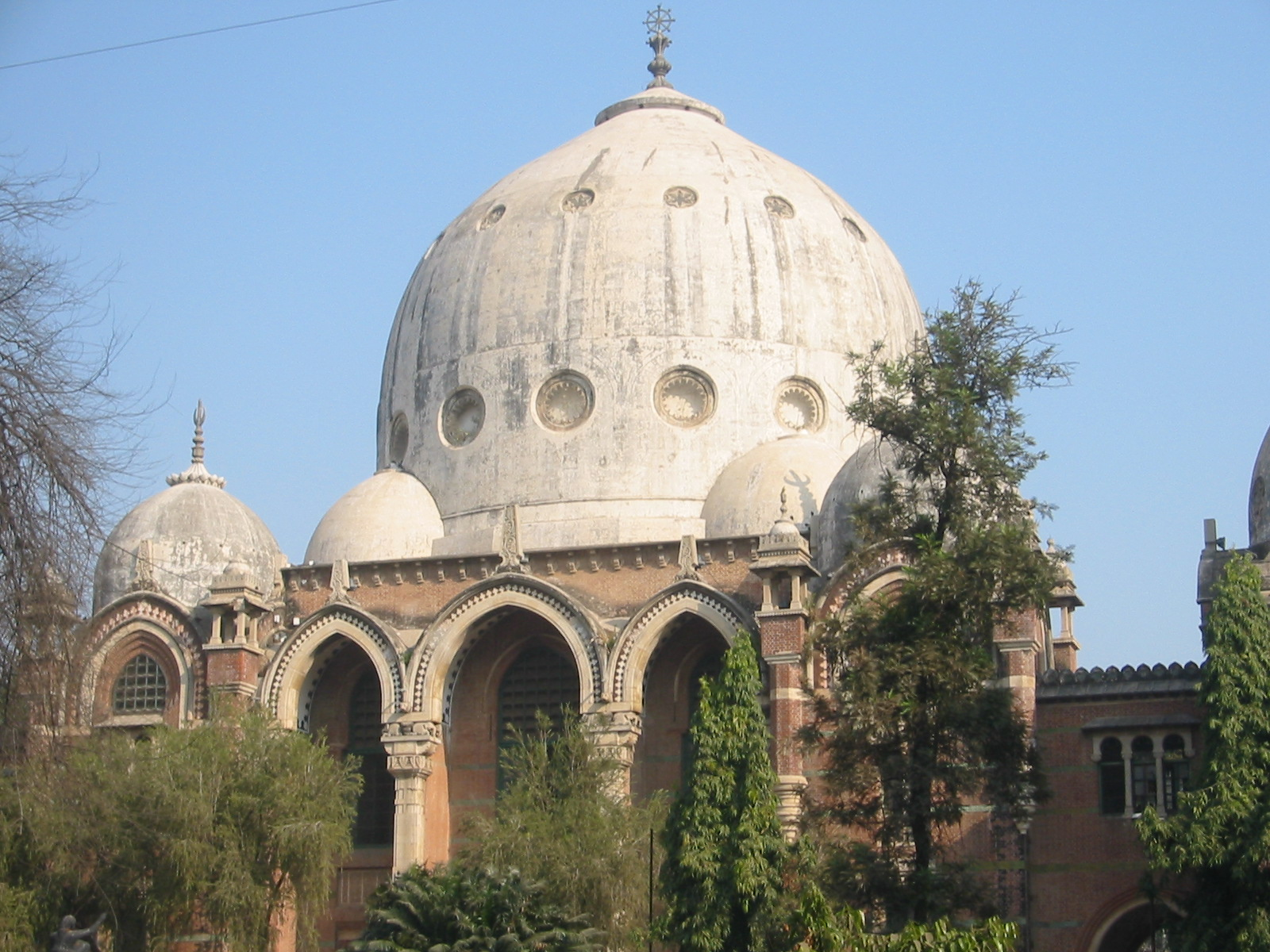
Maharaja Sayajirao University

Vadodara este un oraș în India.